# Styczeń 2008

## 1 stycznia2008
- Cypr i Malta przystąpiły do strefy euro, dołączając do 12 krajów założycielskich i Słowenii. (Onet.pl)
- Słowenia – jako pierwszy nowy kraj członkowski – przejęła półroczne przewodnictwo w UE. (Onet.pl)
- W wieku 98 lat zmarła polska aktorka Irena Górska-Damięcka. (Onet.pl)

## 4 stycznia2008
- Rajd Dakar 2008 został odwołany z powodu obawy przed atakami terrorystycznymi na terytorium Mauretanii. (Gazeta.pl)

## 5 stycznia2008
- W I turze wyborów prezydenckich w Gruzji Micheil Saakaszwili zdobył 52,8% głosów, czym zapewnił sobie reelekcję. (Gazeta.pl)

## 7 stycznia2008
- Po raz pierwszy w historii odwołano ceremonię wręczenia Złotych Globów, laureaci nagrody zostali ogłoszeni podczas konferencji prasowej. (INTERIA.PL)

## 10 stycznia2008
- W Nairobi policja użyła gazu łzawiącego wobec kilkudziesięciu kobiet oskarżających Mwai Kibaki o sfałszowanie wyniku wyborów prezydenckich w Kenii. (Onet.pl)

## 11 stycznia2008
- Zmarł sir Edmund Hillary, nowozelandzki himalaista i polarnik, wraz z Szerpą Tenzingiem Norgayem pierwszy zdobywca Mount Everest. (Dziennik.pl)
- Amerykańska lekkoatletka Marion Jones została skazana na sześć miesięcy pozbawienia wolności za składanie fałszywych zeznań w procesie związanym ze stosowaniem przez nią niedozwolonych środków dopingujących. (BBC News)

## 12 stycznia2008
- Został utworzony szósty projekt językowy Wikiversity w języku greckim. (Meta-Wiki)

## 13 stycznia2008
- Pod hasłem "16 finał z głową" odbył się 16 finał Wielkiej Orkiestry Świątecznej Pomocy. (Onet.pl)

## 14 stycznia2008
- Sonda kosmiczna MESSENGER zbliżyła do Merkurego, był to pierwszy przelot sondy w pobliżu tej planety po 33 latach. (Astronomia.pl, Gazeta.pl)

## 15 stycznia2008
- W wyborach parlamentarnych na Barbadosie wygrała Demokratyczna Partia Pracy, a jej lider David Thompson został premierem. (Xinhua)

## 17 stycznia2008
- Amerykańscy naukowcy opublikowali informację o uzyskaniu pierwszych zarodków, będących klonami dorosłych mężczyzn. (BBC NEWS)

## 19 stycznia2008
- Hiszpan Adolfo Nicolás został nowym generałem Jezuitów. (Gazeta.pl)

## 22 stycznia2008
- Z powodu dramatycznej fali spadków na światowych giełdach amerykański System Rezerwy Federalnej niespodziewanie obniżył stopy procentowe (federalną i dyskontową) o 75 punktów bazowych, do odpowiednio 3,5 i 4 procent. Była to pierwsza obniżka stóp w Stanach Zjednoczonych od 2001 roku i największa zmiana od 1982 roku. Ruch Fed zaowocował silnym odbiciem giełd. (Gazeta.pl)
- Iracki parlament przyjął nowy, tymczasowy wzór flagi narodowej. (TVN24.pl)
- Katyń Andrzeja Wajdy otrzymał nominację do Oscara w kategorii najlepszy film nieanglojęzyczny. (Gazeta.pl)

## 23 stycznia2008
- W katastrofie samolotu wojskowego na lotnisku koło Mirosławca zginęło 20 osób. ( Wikinews, Dziennik.pl)

## 24 stycznia2008
- Prezydent Lech Kaczyński, w związku z katastrofą lotniczą pod Mirosławcem, ogłosił trzydniową żałobę narodową. (Gazeta.pl)
- Premier Włoch Romano Prodi złożył na ręce prezydenta Giorgio Napolitano dymisję swego rządu. (Gazeta.pl)
- Zespół naukowców kierowanych przez Craiga Ventera opublikował w magazynie Science doniesienie o syntetycznym uzyskaniu pełnego genomu bakterii Mycoplasma genitalium. (Gazeta Wyborcza)

## 27 stycznia2008
- Zmarł Suharto – wieloletni prezydent Indonezji. ( Wikinews)
- Anonimowy przedstawiciel rządu USA przekazał, iż w wyniku wyczerpania się źródeł zasilania jednego z amerykańskich satelitów wywiadowczych utracono nad nim kontrolę. Grozi to jego upadkiem na Ziemię w lutym lub marcu. (Onet.pl)

## 30 stycznia2008
- NBP Rada Polityki Pieniężnej podniosła stopy procentowe o 25 punktów bazowych, po podwyżce stopa referencyjna wynosi 5,25%. (NBP)

## 31 stycznia2008
- Porozumieniem z Jastrzębską Spółką Węglową zakończył się trwający 46 dni strajk górników w kopalni Budryk. (Gazeta.pl)